# Rodica Tapalagă
Rodica Tapalagă (* 12. Januar 1939 in Dorohoi; † 18. Dezember 2010 in Bukarest) war eine rumänische Schauspielerin.

## Leben
Tapalagă schloss 1959 ihre Ausbildung zur Schauspielerin an der Nationaluniversität der Theater- und Filmkunst „Ion Luca Caragiale“ ab, nachdem sie bereits im Jahr zuvor als Filmdarstellerin in der Komödie Hallo, falsch verbunden debütiert hatte. Insgesamt 16 Filme stehen in ihrer Werkliste.
Als Theaterschauspielerin war sie am Nationaltheater Craiova und an den Bukarester Bühnen Teatrul Nottara, Teatrul Mic sowie seit 1981 am Teatrul Bulandra engagiert. Mehrfach wurde sie ausgezeichnet, so 2001 für ihr Lebenswerk und 2009 mit einem Spezialpreis für Kunst und Kultur. Gelegentlich arbeitete sie auch für das Fernsehen und das Radio.
Tapalagă war mit dem Bühnenbildner Ion Popescu-Udriște verheiratet und war die Schwester des Schauspielers Ștefan Tapalagă.

## Theaterrollen (Auswahl)
- Pygmalion von George Bernard Shaw
- Passacaglia von Titus Popovici
- Die Dreigroschenoper von Bertolt Brecht
- Interviu von Ecaterina Oproiu
- Colombe, die weiße Taube von Jean Anouilh
- Drei Schwestern von Anton Tschechow
- Trenurile mele von Tudor Mușatescu

## Filmografie (Auswahl)
- 1958: Hallo, falsch verbunden (Alo? … ați greșit numărul!)
- 1979: Johnny schießt quer (Artista, dolarii și Ardelenii)
- 2005: Sistemul nervos
- 2007: Cu un pas înainte
- 2008: Regina
- 2010: Iubire și Onoare